# Suffragette

Colors del moviment sufragista. El violeta representa la lleialtat i la dignitat, el blanc la puresa i el verd l'esperança.

El terme suffragette designava, al començament del segle xx, una dona que reivindicava el dret a vot de les dones, i que fins i tot estava disposada a infringir la llei per aconseguir-ho, en un context en el qual les dones no tenien més opció. D'acord amb l'Oxford English Dictionary, el terme va ser encunyat pel Daily Mail el 1906, com a forma despectiva de distingir les suffragettes i les sufragistes més moderades, una forma de dividir el moviment.